# 下条正雄

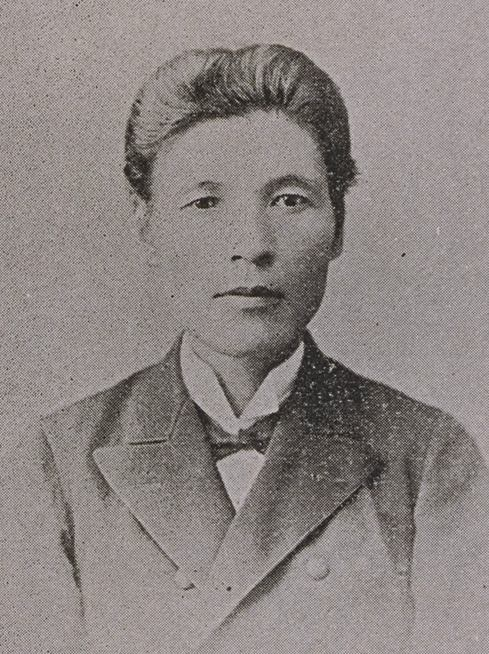
下条正雄

下条 正雄（下條、げじょう / しもじょう まさお、1842年8月29日（天保13年7月24日） - 1920年（大正9年）12月1日）は、幕末の米沢藩士、明治・大正期の海軍軍人、政治家、日本画家。最終階級は海軍主計大佐。貴族院勅選議員。雅号・桂谷（けいこく）。

## 経歴
出羽国置賜郡米沢（現山形県米沢市）で、米沢藩士・下条半兵衛の長男として生まれ、慶応2年6月（1866年）下条武兵衛の養子となり家督を相続。明治2年12月（1870年1月）権少属任官。1873年以降、海軍少秘書、同大秘書、同少書記官、同主計少監、同督買部理事官、横須賀鎮守府会計監督部長、佐世保鎮守府主計部長、海軍主計学校長、海軍部内の諸課長、海軍主計大監等を歴任し、1893年5月予備役に編入。1919年9月23日、海軍武官官階表の改正により予備役海軍主計大佐となる。
1897年12月23日、貴族院勅選議員に任じられ、茶話会に属して活動し死去するまで在任した。その他、臨時博覧会鑑査官、第5回内国勧業博覧会評議員、東京帝室博物館評議員、東京御所装飾品取調委員、日本大博覧会評議員、日英博覧会評議員、議院建築準備委員会臨時委員、臨時博覧会評議員などを務めた。
1920年12月、東京市麹町区元園町の自宅で療養中に死去した。

## 日本画家としての経歴
米沢藩絵師・目賀田雲川に学び、上京して鍛冶橋狩野に入門し狩野派を学び、大和絵、南画なども描いた。1875年、狩野探美らと古書画鑑賞会を興す。1879年、龍池会の結成に参加。1882年、第1回内国絵画共進会で審査員となり、1883年、パリ第1回日本美術縦覧会に「葡萄ニ栗鼠図」を出品。1887年、龍池会が日本美術協会と改称し、1888年に開催した第1回新古美術展覧会の審査委員長となる。1898年に結成された日本画会の名誉会員となる。1904年、セントルイス万国博覧会で金牌を受賞。1907年、文展開設に際して、それに対抗して正統同志会を結成し第1回展の審査長を務めるなど、伝統絵画の保存を重視する旧派の指導者であった。

## 栄典
- 1885年（明治18年）11月19日 - 勲六等単光旭日章[10]

## 親族
- 父・下條半兵衛 ‐ 米沢藩の下級武士。家は貧しく、内職に提灯張りや内輪張りをしていた。[11][12]
- 長男・下條禎一郎（1867-1934[11][13]） ‐ 建築技術家。辰野金吾が手掛けた青山の女子学習院新校舎の建築工事嘱託。[14][15]
- 四男・下條小四郎（1886-） ‐ 三井物産社員。岳父に津田出。[11]
- 孫 鳥尾鶴代（多江） ‐ 四男・小四郎長女[5]、子爵鳥尾敬光の妻

## 門下
- 輩下の四天王[3] - 高島北海・望月金鳳・益頭峻南・佐久間鉄園
- 八木岡春山[16]